# 서울양원숲초등학교
서울양원숲초등학교(서울養源숲初等學校)는 대한민국 서울특별시 중랑구에 있는 공립 초등학교이다.

## 연혁
- 2022년 3월 2일 : 서울양원숲초등학교 개교